# El Campillo (Segovia)
El Campillo es una localidad perteneciente al municipio de Valleruela de Sepúlveda, en la provincia de Segovia, comunidad autónoma de Castilla y León, España. En 2023 contaba con 37 habitantes.

## Geografía
La localidad está situada en torno a la carretera SG-V-2515 situada a 0,2 kilómetros de La Fuente, con el que conforma el municipio de Valleruela de Sepúlveda.

## Historia
El territorio es repoblado durante la reconquista por la Comunidad de Villa y Tierra de Sepúlveda, quedando encuadrado el pueblo dentro del Ochavo de Prádena.
Aparece citada por primera vez en 1204 en el Archivo Catedralicio de Segovia con el nombre de Valeriola de Sepulbega, y estando formada ya entonces por los barrios de La Fuente y El Campillo.

## Demografía
| 55            | 55 | 52 | 47 | 43 | 46 | 41 | 39 | 37 | 40 | 39 | 35 |
| (Fuente: INE) |    |    |    |    |    |    |    |    |    |    |    |

## Cultura

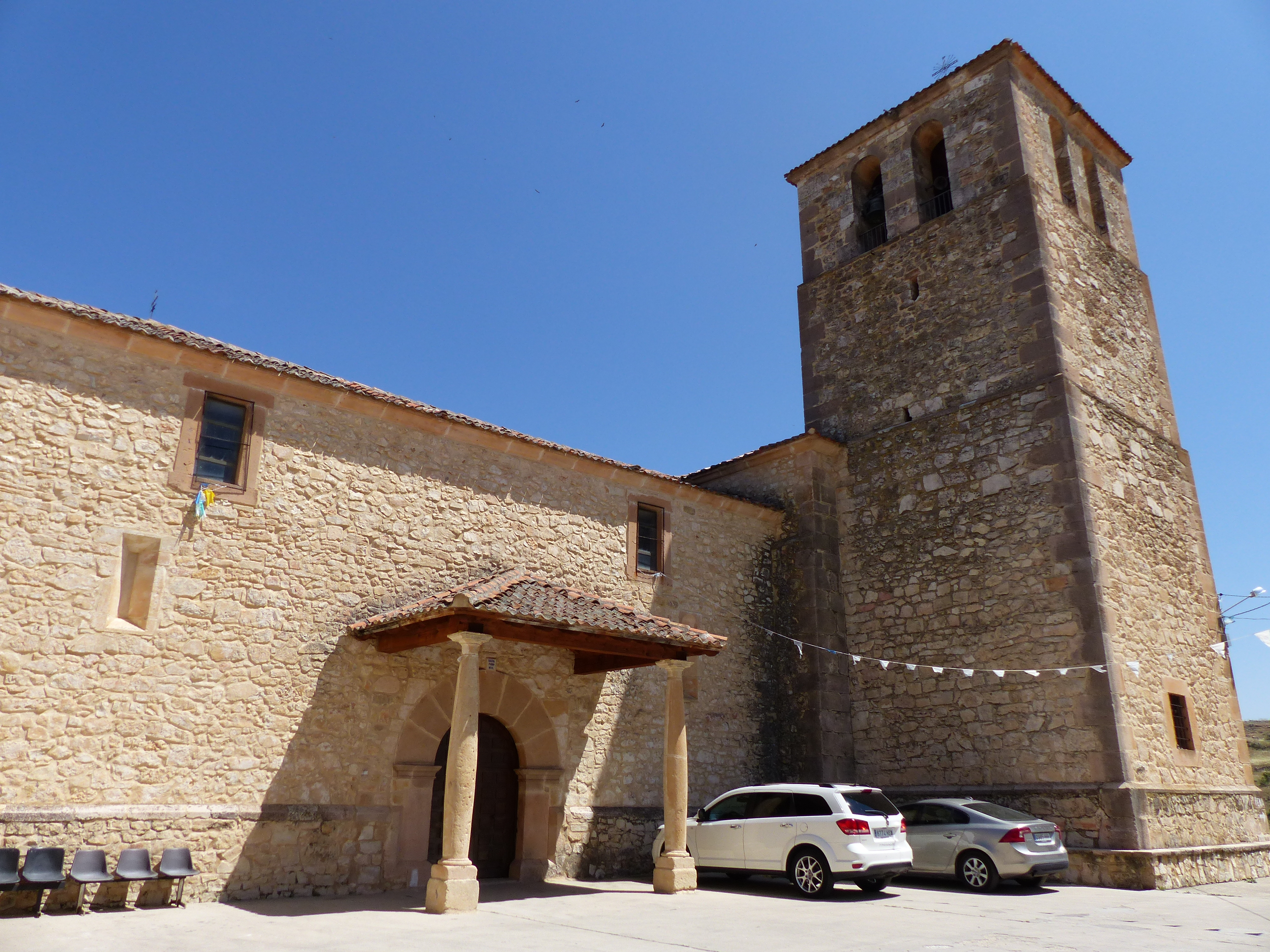
Iglesia románica de la Virgen del Barrio

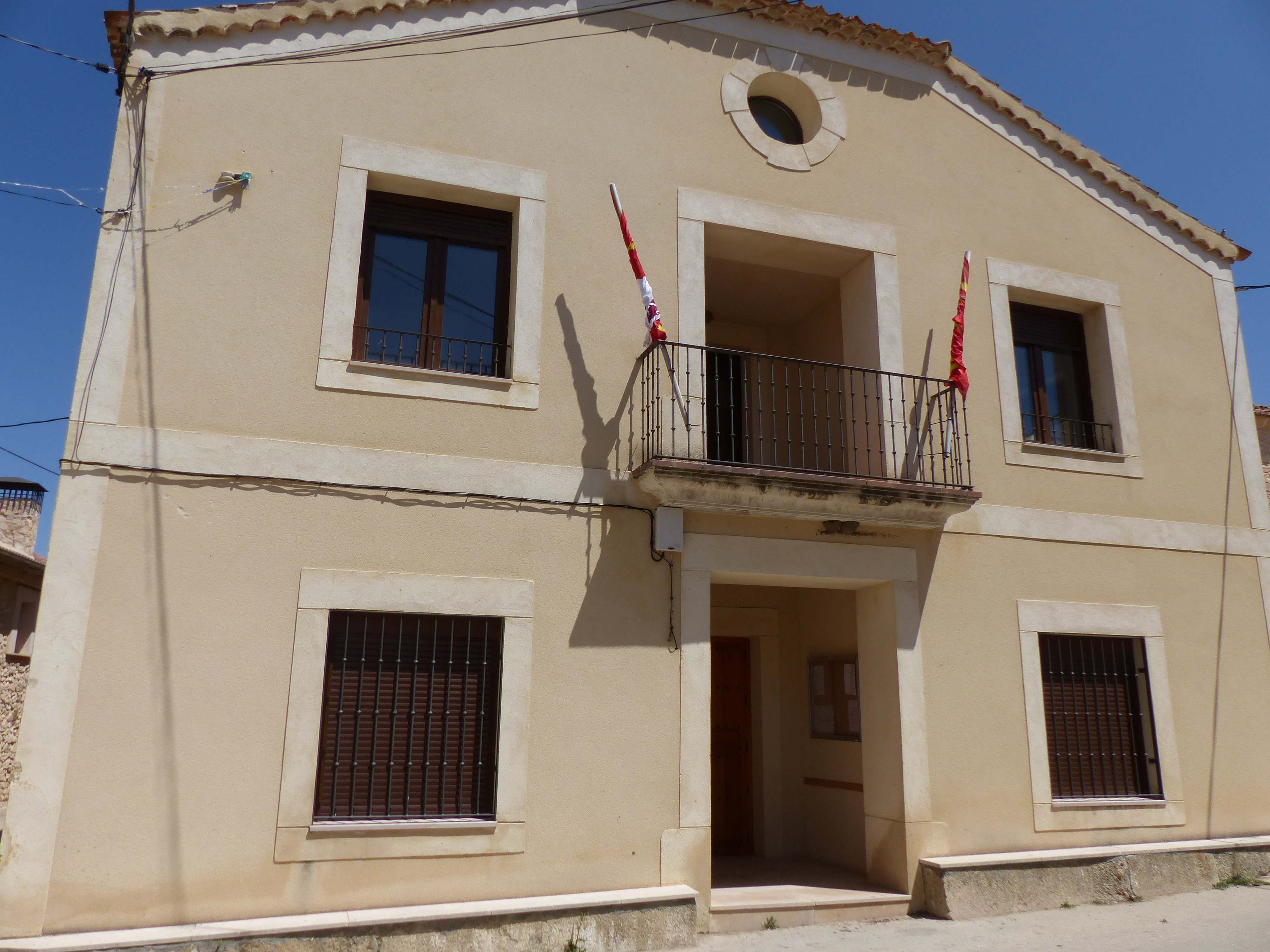
Casa consistorial, sede del Ayuntamiento

### Patrimonio
- Iglesia románica de la Virgen del Barrio;
- Vía Crucis desde la Iglesia al cementerio;
- Casas de arquitectura tradicional y esgrafiado segoviano;
- Bosques de encinas, enebros y sabinas, con ejemplares centenarios;
- Cruz del Barruelo;
- Camino de San Frutos.[4][6][7]

### Fiestas
Son las mismas en todo el municipio de Valleruela de Sepúlveda, celebrándolas en conjunto con los vecinos de La Fuente.